# Sonet anglès
El sonet anglès o sonet isabelí és una composició mètrica d'Art major que, a diferència del Sonet estricte, té un quartet més, en total tres i, en lloc dels tercets finals és un apariat que rebla tot el poema, com una sentència o adagi.
Continua guardant les característiques habituals del Sonet:
Tenir una quantitat de versos concreta, catorze versos.
Estar elaborat amb versos isosil·làbics.
La distribució d'accents rítmics recomanada.
L'esquematització en quartets (3). Afegint un apariat.
Sovint es conserva el suggeriment, proposat per Petrarca, de crear l'efecte d'unió en els tercets (en aquest cas en el darrer quartet) amb la fórmula mitjançant el mot i, o bé, amb un però (Bargalló, 1991 p. 168).
Respecte a la rima del sonet estricte la més conreada fou ABBA ABBA CDC CDC, i degut a l'èxit de l'estrofa la variabilitat esdevingué molt nombrosa, cosa que s'incrementà amb la nova aportació del Sonet anglès en la forma: ABAB CDCD ECEC FF (Howard) i ABAB CDCD EFEF GG.
I, tanmateix, se’l considera una reelaboració, a partir del Sonet italià, en la literatura anglesa isabelina que com forma part de la Mètrica accentual són pentàmetres iàmbics, entesos en la nostra tradició com versos de deu síl·labes (Bargalló, 2013)
Thomas Wyatt i Henry Howard, comte de Surrey són considerats els primers autors anglesos de la seva adaptació anglesa. El primer traductor de Petrarca i el segon autor d'una trentena de sonets propis (Hattaway, p.110). Però l'escriptor més conegut que en feu un gran ús és William Shakespeare amb el seu llibre Sonets (Sonets de Shakespeare), un total de 154 sonets, construïts seguint aquest nou esquema, cosa que, lligat a la seva fama dramatúrgica, n'aconseguí la popularització i consagrar-ne la utilització fins als nostres dies.
Adaptació
En la Mètrica Catalana trobem que s'entén majoritàriament el decasíl·lab a la italiana com a corresponent al pentàmetre iàmbic anglès. Tot i que hi ha nous traductors que s'inclinen per l'alexandrí (Bargalló, 2013).
Un exemple:
Sonet LXIV de William Shakespeare.
When I have seen by Time’s fell hand defaced...

Quan veig el Temps, que, amb mans despietades,
les esplendors antigues va esborrant,
i fetes pols les torres elevades,
i el bronze etern amb la Mort vil lluitant;

quan veig la mar, que, amb esmolada urpa,
sobre el sòl ferm es llança, àvidament,
mentre que son domeny la terra usurpa,
cada u, per torn, guanyant o bé perdent;

quan veig com tot Fortuna així ho trasmuda
fins a morir dins del més gran oblit;
que em prendrà, el Temps, també, l'Amor volguda,
llavors m’acut; i el plany m’esberla el pit.

Que és ja una mort el pensament que ens fa
plorar pel bé que un jorn hem de deixar.
Trad: Carme Montoriol i Puig.
Tanmateix, en català disposem de set adaptacions o traduccions més, cadascuna amb les seves peculiaritats: Magí Morera, Marià Manent, Marià Villangómez, Joan Triadú, Gerard Vergés, Salvador Oliva, Txema Martínez; que permeten veure la versatilitat d'aquest metre.